# Kajak-kenu az 1976. évi nyári olimpiai játékokon
Az 1976. évi nyári olimpiai játékokon a kajak-kenuban tizenegy versenyszámban osztottak érmeket.

## Éremtáblázat
(Magyarország és a rendező ország csapata eltérő háttérszínnel, az egyes számoszlopok legmagasabb értéke, vagy értékei vastagítással kiemelve.)
| Az 1976. évi nyári olimpiai játékok éremtáblázata kajak-kenuban | Az 1976. évi nyári olimpiai játékok éremtáblázata kajak-kenuban | Az 1976. évi nyári olimpiai játékok éremtáblázata kajak-kenuban | Az 1976. évi nyári olimpiai játékok éremtáblázata kajak-kenuban | Az 1976. évi nyári olimpiai játékok éremtáblázata kajak-kenuban | Olimpia  |
| --------------------------------------------------------------- | --------------------------------------------------------------- | --------------------------------------------------------------- | --------------------------------------------------------------- | --------------------------------------------------------------- | -------- |
|                                                                 | Ország                                                          | Arany                                                           | Ezüst                                                           | Bronz                                                           | Összesen |
| 1.                                                              | Szovjetunió (URS)                                               | 6                                                               | 3                                                               | 0                                                               | 9        |
| 2                                                               | NDK (GDR)                                                       | 3                                                               | 1                                                               | 3                                                               | 7        |
| 3.                                                              | Románia (ROU)                                                   | 1                                                               | 1                                                               | 2                                                               | 4        |
| 4.                                                              | Jugoszlávia (YUG)                                               | 1                                                               | 0                                                               | 1                                                               | 2        |
|                                                                 |                                                                 |                                                                 |                                                                 |                                                                 |          |
| 5.                                                              | Magyarország (HUN)                                              | 0                                                               | 3                                                               | 5                                                               | 8        |
| 6.                                                              | Kanada (CAN)                                                    | 0                                                               | 1                                                               | 0                                                               | 1        |
| 6.                                                              | Lengyelország (POL)                                             | 0                                                               | 1                                                               | 0                                                               | 1        |
| 6.                                                              | Spanyolország (ESP)                                             | 0                                                               | 1                                                               | 0                                                               | 1        |
|                                                                 |                                                                 |                                                                 |                                                                 |                                                                 |          |
| Összesen                                                        | Összesen                                                        | 11                                                              | 11                                                              | 11                                                              | 33       |

## Érmesek

### Férfiak
| Az 1976. évi nyári olimpiai játékok érmesei férfi kajak-kenuban |                                                                                                  |                                                                                              |                                                                                   |
| Versenyszám                                                     | Arany                                                                                            | Ezüst                                                                                        | Bronz                                                                             |
| Kajak egyes 500 m.                                              | Vasile Dîba · Románia (ROU)                                                                      | Sztanity Zoltán · Magyarország (HUN)                                                         | Rüdiger Helm · NDK (GDR)                                                          |
| Kajak kettes 500 m.                                             | NDK (GDR) · Joachim Mattern · Bernd Olbricht                                                     | Szovjetunió (URS) · Szergej Nagornij · Vlagyimir Romanovszkij                                | Románia (ROU) · Policarp Malîhin · Larion Serghei                                 |
| Kajak egyes 1000 m.                                             | Rüdiger Helm · NDK (GDR)                                                                         | Csapó Géza · Magyarország (HUN)                                                              | Vasile Dîba · Románia (ROU)                                                       |
| Kajak kettes 1000 m.                                            | Szovjetunió (URS) · Szergej Nagornij · Vlagyimir Romanovszkij                                    | NDK (GDR) · Joachim Mattern · Bernd Olbricht                                                 | Magyarország (HUN) · Bakó Zoltán · Szabó István                                   |
| Kajak négyes 1000 m.                                            | Szovjetunió (URS) · Szerhij Csuhraj · Alekszandr Gyegtyarjov · Jurij Filatov · Vlagyimir Morozov | Spanyolország (ESP) · José María Esteban · José Ramón López · Herminio Menéndez · Luis Ramos | NDK (GDR) · Frank-Peter Bischof · Bernd Duvigneau · Rüdiger Helm · Jürgen Lehnert |
| Kenu egyes 500 m.                                               | Alekszandr Rogov · Szovjetunió (URS)                                                             | John Wood · Kanada (CAN)                                                                     | Matija Ljubek · Jugoszlávia (YUG)                                                 |
| Kenu kettes 500 m.                                              | Szovjetunió (URS) · Szerhij Petrenko · Alekszandr Vinogradov                                     | Lengyelország (POL) · Andrzej Gronowicz · Jerzy Opara                                        | Magyarország (HUN) · Buday Tamás · Frey Oszkár                                    |
| C-1, 1000 m                                                     | Matija Ljubek · Jugoszlávia (YUG)                                                                | Vaszil Jurcsenko · Szovjetunió (URS)                                                         | Wichmann Tamás · Magyarország (HUN)                                               |
| Kenu kettes 1000 m.                                             | Szovjetunió (URS) · Szerhij Petrenko · Alekszandr Vinogradov                                     | Románia (ROU) · Gheorghe Danilov · Gheorghe Simionov                                         | Magyarország (HUN) · Buday Tamás · Frey Oszkár                                    |

### Nők
| Az 1976. évi nyári olimpiai játékok érmesei női kajak-kenuban |                                                                       |                                                  |                                           |
| Versenyszám                                                   | Arany                                                                 | Ezüst                                            | Bronz                                     |
| Kajak egyes 500 m.                                            | Carola Zirzow · NDK (GDR)                                             | Tatyjana Korsunova · Szovjetunió (URS)           | Rajnai Klára · Magyarország (HUN)         |
| Kajak kettes 500 m.                                           | Szovjetunió (URS) · Nyina Gopova-Trofimova · Galina Kreft-Alekszejeva | Magyarország (HUN) · Pfeffer Anna · Rajnai Klára | NDK (GDR) · Bärbel Köster · Carola Zirzow |